# Serie 436 de Renfe

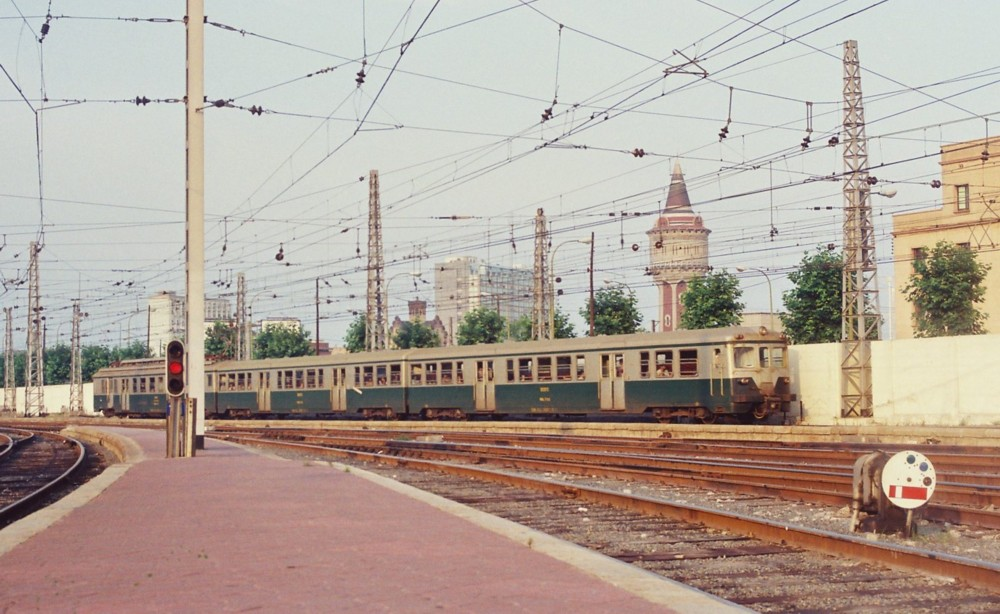
Unidad 437-002 en Barcelona-Término.

La serie 436 de Renfe eran 146 unidades de trenes automotores eléctricos (3000 V, 880 kW) que se recibieron entre 1958 y 1966. Por haber sido construidas las primeras 15 unidades en Suiza y las otras bajo licencia, estas series se llamaron las suizas. Según su configuración se dividieron de la siguiente forma:
- Serie 436: Automotor con furgón-remolque-automotor sin furgón
- Serie 437: Automotor con furgón-automotor sin furgón
- Serie 438: Automotor con furgón-remolque con cabina

Su destino fueron las cercanías, pero hubo casos en que realizaron trayectos de hasta 400 km (por ejemplo, Gijón-Monforte de Lemos en 8 horas). 
Las 143 unidades fueron fabricadas por el Grupo Español Suizo de Trenes Eléctricos S.A. (GESTESA) en Suiza y en España. Las series 437 y 438 se utilizaron para líneas en las que había fuertes rampas, como la línea de Barcelona-Puigcerdá), mientras la 36 se usaba en llanuras.
Los últimos servicios de Renfe Cercanías de grandes núcleos como Valencia y Barcelona que dejaron de utilizar el servicio progresivamente entre 1987 y 1991, por la sustitución de los nuevos automotores de serie 446 que son más eficientes hasta la actualidad. Por tanto los que quedan reemplazados al servicio de Regionales y algunos aún quedando circulando el servicio en Cercanías del Norte. 
Las mejoras que incorporó Renfe en algunas de estas unidades conformaron la serie 435. Todas las series contaban con cuatro motores alimentados por pantógrafos y frenos de aire comprimido y reostático.
Fueron series de gran robustez y estuvieron en servicio hasta 1993, prestando sus últimos servicios en cercanías de Asturias y León.